# Olimpiadi di italiano
Le Olimpiadi di italiano sono una competizione organizzata e promossa dal Ministero dell'istruzione, dell'università e della ricerca inserita nel Programma annuale di valorizzazione delle eccellenze per le scuole italiane ed estere. La manifestazione si svolge con il Patrocinio e il supporto organizzativo del Comune di Firenze, in collaborazione con il Ministero degli affari esteri e della cooperazione internazionale e gli Uffici Scolastici Regionali, con la collaborazione scientifica dell'Accademia della Crusca, dell'Associazione per la Storia della Lingua Italiana, dell'Associazione degli Italianisti (ADI), con la partecipazione di Rai Radio 3, di Rai Cultura e del Premio Campiello Giovani.
La competizione, rivolta agli istituti secondari di secondo grado, si colloca, nella sua fase finale, nell'ambito di una più ampia iniziativa culturale di valorizzazione della lingua e della letteratura italiana intitolata "Giornate della lingua italiana". 
Gli studenti gareggiano l'uno contro l'altro, misurandosi nella conoscenza della lingua italiana, in tre diverse fasi eliminatorie: 
1. Fase di Istituto: vengono selezionati in ogni Istituto i semifinalisti degli Istituti italiani che si confronteranno nella fase Regionale
2. Fase Regionale: vengono selezionati i finalisti delle scuole italiane e estere
3. Fase Nazionale: vengono decretati i vincitori assoluti del concorso

La classifica finale si compone dei seguenti vincitori:
1. Primi 3 categoria senior e junior istituti italiani
2. Primi assoluti categoria senior e junior istituti esteri
3. Primi assoluti categoria senior e junior istituti tecnici italiani
4. Primi assoluti categoria senior e junior istituti professionali italiani

Le Olimpiadi di Italiano si propongono di:
incentivare e approfondire lo studio della lingua italiana, elemento essenziale della formazione culturale di ogni studente e base indispensabile per l'acquisizione e la crescita di tutte le conoscenze e le competenze;
sollecitare in tutti gli studenti l'interesse e la motivazione a migliorare la padronanza della lingua italiana; promuovere e valorizzare il merito, tra gli studenti, nell'ambito delle competenze linguistiche in Italiano.